# Самадхи
Сама́дхи (от санскр. समाधि, IAST: samādhi — «погружение, собирание», буквально «зафиксировать», «закрепить», «направить на что-то внимание») — технический термин, используемый в индуистской и буддийской медитативных практиках и означающий высшую степень медитативного сосредоточения, которому обычно предшествует дхьяна (медитативное созерцание).
Самадхи — это открытие «высшей истины» индуизма или буддизма в ходе медитации. В ходе этой медитации преобразуется вся жизнь адепта. Меняются даже его психофизиологические характеристики (исследования, проведённые в 1983, 1986, 2017 гг. и др. многократно показывали благотворное влияние медитации на состояние организма медитирующего).
Описывается как полное поглощение в объекте медитации. Самадхи есть то состояние, достигаемое медитацией, которое выражается в спокойствии сознания, снятии противоречий между внутренним и внешним мирами (субъектом и объектом). В буддизме самадхи — последняя ступень восьмеричного пути («Благородный восьмеричный путь» — санскр.: «Арьяштангамарга»), подводящая человека вплотную к нирване. В состоянии отсутствия дихотомии в самадхи познаётся высшая истина (санскр. — парамартха). В буддизме Тхеравады и в махаяне трактовка самадхи несколько разнится, но общий смысл остаётся тем же. Особый подход к явлению самадхи имеется в буддийской тантре (ваджраяна).
Несмотря на различия в учениях индуизма и буддизма самадхи в этих учениях квалифицируется как «высшая стадия медитации», напрямую связанная с прозрением и освобождением.

## Стадии самадхи согласно «Йога-сутрам»
В классическом тексте индуистской йоги — «Йога-сутрах» Патанджали описываются несколько стадий самадхи:
- савитарка («преобразование мысли на предмете с помощью слов»),
- нирвитарка (отсутствие «словесного компонента» в ходе медитации),
- савичара (санскр.: «целостность в рассуждении»),
- нирвичара (отсутствие дискурсивного мышления),
- ананда (блаженство)
- и асмита (от санскр. — асми — «Я есмь»).

Также самадхи делится на два вида: один называется «сампраджнята» (санскр. — самадхи с праждней), а другой — «асампраджнята» (сосредоточение, превосходящее мудрость).